# 太平路 (安徽)
太平路，元朝时设置的路。
宋太宗太平兴国二年（977年），以年号为名，改南平军为太平州。元世祖改太平州为路，治所在当涂县（今安徽省当涂县），属江浙等处行中书省。下辖当涂县、繁昌县、芜湖县。辖境相当今安徽省当涂县、繁昌县、芜湖市等地区。1360年，陈友谅进攻朱元璋，城陷守将花云被杀。明太祖朱元璋改为太平府。